# 32-20 Blues
32-20 Blues ist ein Lied des US-amerikanischen Delta-Blues-Sängers und -gitarristen Robert Johnson. Der Bluessong wurde erstmals von Johnson am 26. November 1936 in San Antonio, Texas aufgenommen und 1937 als Single mit der B-Seite Last Fair Deal Gone Down auf Vocalion Records veröffentlicht. 
Die Aufnahme erschien nach Johnsons frühen Tod im Jahr 1937 auch 1961 auf dem Album King of the Delta Blues Singers und 1991 auf dem Album The Complete Recordings.
In dem düsteren Liedtext droht ein Mann seiner Freundin (oder Frau) Gewalt an; droht namentlich mit seiner Pistole 32-20 Smith and Wesson (Take my 32-20, now, and cut her half in two). Das lyrische Ich bezichtigt die Frau ferner zweimal im Liedtext der Untreue (Ah-ah baby where you stay last night//You got your hair all tangled and you ain’t talkin’ right).
Struktur und Inhalt des Liedes gehen, wie bei vielen Johnson-Stücken, auf einen älteren Bluessong zurück, in diesem Fall auf den 22-20 Blues von Skip James. Viele Musiker haben das Stück gecovert, darunter Muddy Waters, The New York Dolls, Bob Dylan, Eric Clapton, Keith Richards und Gov’t Mule.